# Regelbau

Esempio di Regelbau utilizzato per la linea difensiva Neckar-Enz

Il Regelbau era una tipologia di bunker standardizzato progettata dai nazisti per la linea Sigfrido e per il Vallo Atlantico come parte delle loro fortificazioni difensive prima e durante la seconda guerra mondiale. Il termine tedesco infatti significa "progettazione standard".

## Lo scopo
Vi erano diversi vantaggi per standardizzare la loro progettazione e costruzione:
- mantenimento degli elementi caratteristici per la creazione di nuovi bunker con una progettazione collaudata;
- semplice costruzioni in grandi quantità, ad esempio componenti corazzati, di ventilazione e per l'ordinamento dai produttori industriali coinvolti;
- facile rilevamento di cantieri per quanto riguarda la situazione strategica;
- processo di costruzione semplificato;
- facile rifornimento di materiale ai siti di costruzione.

Quindi era un insieme di tipologie di fortificazioni in grado di assicurare una veloce realizzazione e un efficace utilizzo di uomini e materie prime.

## Estensione della standardizzazione
Già nel 1933 il comando militare iniziò a lavorare sulla standardizzazione delle opere di difesa mediante la pubblicazione dell'Ordine per la costruzione di fortificazioni permanenti (Vorschrift zum Bau ständiger Befestigungsanlagen) o B. st. B.

Oltre alle indicazioni generali, conteneva anche norme molto specifiche sui componenti blindati (Panzerungsteilen o P-Teile) e sulle componenti di ventilazione (Lüftungsteilen o ML-Teile) da utilizzare. L'aspetto più importante della standardizzazione era lo spessore della costruzione (Ausbaustärke), ovvero lo spessore delle pareti e dei soffitti del bunker. Nei quattro anni che ci sono voluti per costruire la linea Sigfrido, diversi cambiamenti sono stati apportati nell'elenco dei componenti da utilizzati. Le ragioni sono dei continui sviluppi si trovano nell'avanzamento nella tecnologia delle armi, nella disponibilità di nuovi componenti blindati e delle materie prime, come l'acciaio.
In generale gli spessori erano:
- A = 3,5 m
- A1 = 2,5 m
- B nuovo = 2,0 m
- B vecchio = 1,5 m
- B 1 = 1,0 m
- C = 0,6 m
- D = 0,3 m

## Sviluppo della standardizzazione tra il 1936 e il 1940
Dopo l'occupazione di territori tedeschi ad ovest del Reno, gli ingegneri strutturisti iniziarono la costruzione della Linea Sigfrido nel 1936. In tal modo sono stati in grado di beneficiare della loro precedente esperienza nella costruzione dei bunker. In conformità con il trattato di Versailles, essi avevano già costruito la posizione di Wetterau-Main-Tauber e quella di Neckar-Enz prima nel 1936. Quando, nel 1936, la costruzione della Linea Sigfrido iniziò, essi furono in grado, in via preliminare, di utilizzare i disegni delle due precedenti fortificazioni. Da questi piani già esistenti, riuscirono rapidamente a sviluppare migliorati nei bunker fin dal 1937.
Questa fase di costruzione è stata chiamata "Programma Tecnico Edilizia" e fu caratterizzata da costruzioni di bunker con spessori standard B1 (vedi sopra). Poiché lo spessore di queste strutture fu presto ritenuta troppo debole e perché c'era un gran numero diversi disegni di Regelbau (e quindi una grande confusione), nuove tipologie di Regelbau furono sviluppate ed implementate dal 1938. Questi disegni servivano in gran parte a semplificare e ridurre il numero di tipologie di Regelbau. Questa nuova fase di costruzione è stata denominata come "programma Limes". Un'altra novità fu che gli ingegneri strutturisti non furono più responsabili della costruzione; l'Organizzazione Todt (OT) assunse il compito della loro costruzione, promettendo a Hitler che sarebbero riusciti a finire il numero di strutture che egli voleva. I piani per il programma Limes non prevedono l'inserimento delle città di Aquisgrana e Saarbrücken e finiti quindi davanti alla linea di fortificazioni prevista.
Le cose cambiarono nel 1939 con il "Programma Aachen-Saar". Dal 1939, tuttavia i nuovi bunker Regelbau furono progettati per il programma di costruzione che ha visto un aumento degli spessori nella loro costruzione. Da allora in poi, solo i bunker che soddisfano lo standard "B nuovo" e "A", dovevano essere costruiti. Con lo scoppio della seconda guerra mondiale il 1º settembre 1939, le priorità per la realizzazione della Linea Sigfrido cambiarono. La rinnovata carenza di materie prime portò allo sviluppo di una nuova serie di disegni Regelbau, i cosiddetti "modelli standard in tempo di guerra" o Kriegsregelbauten. Dopo il "sontuoso" Regelbauten del Programma Aachen-Saar, la fase di costruzione finale fu dominata da enormi vincoli finanziari. Ad esempio, le cupole di osservazione e le posizioni di fuoco furono non più fornite e le camere divennero più piccole.
Molti bunker di questo tipo sono presenti anche in Italia, in particolare lungo la costa veneziana.

## Alcuni standard
I bunker nazisti avevano nomi e tipologie diversi, ad esempio:
- Regelbau 668: erano per il riparo delle truppe;
- Ringstand VF31: per l'installazione di un lanciafiamme;
- Regelbau 677 o Ringstand VF226 o Regelbau 202: erano Tobruk.